# Pir Sultan Abdal

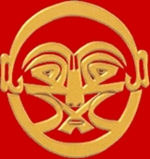
Kalligrafie in het Alevitisme en Bektashisme.

Pir Sultan Abdal (ca. 1480 - 1550), was een Turks poëet, musicus, humanist, derwisj en mysticus. Hij is een prominent figuur binnen het Alevitisme en Bektashisme en wordt gezien als een sayyid of dede, een afstammeling van de Twaalf Imams. Zijn invloed op de Turkse cultuur op het gebied van taal, muziek en religie is groot te noemen. Zijn gedichten zijn naast de alevieten ook geliefd bij de soennieten in Turkije. Naast zijn mystieke persoonlijkheid was hij vooral een man van het volk, die het vrijheidsdenken en de medemenselijkheid predikte. Uiteindelijk werd hij vanwege zijn religieus-humanistische denkbeelden, zijn voorspellingen dat de 12e imam Mahdi zou terugkeren en gelijkheidsidealen voor de anatolische minderheden door de Ottomaanse heersers gevangengezet en opgehangen.
In 1973 is er een gelijknamige Turkse film uitgebracht over zijn leven. Pir Sultan Abdal wordt ook genoemd in het boek Mystical Dimensions of Islam, door Annemarie Schimmel.

## Afkomst
Sultan Abdal werd geboren als Turkmeen, maar er zijn bronnen die suggereren dat hij uit Horasan (Azerbeidzjan) of Jemen afkomstig zou zijn. De informatie die over zijn leven beschikbaar is, komt uit verzen en gedichten die hij zelf schreef. Daaruit blijkt dat hij het grootste gedeelte van zijn leven in Banaz (een dorp nabij Yildizeli, Sivas) doorbracht. Deze stad wordt gezien als broedplaats voor het Alevitisme zoals bekend anno 2015.

## Leven
Sultan Abdal is waarschijnlijk het bekendste lid van de club van Yedi Ulu Ozan (‘Zeven Grote Troubadours’), een gezelschap van poëten en muzikanten die in de zestiende eeuw misstanden van hun Ottomaanse onderdrukkers verwerkten in volksliteratuur en korte verzen. Wat er over zijn leven bekend is, moet worden afgeleid uit legendes en gedichten die aan hem worden toegeschreven.
In tweede helft van de zestiende eeuw speelde hij een belangrijke rol in de Turkse opstand tegen het Ottomaanse rijk. Sultan Abdal gebruikte de muze om de volk een stem te geven. Algauw had hij veel aanhangers die hem steunden in zijn klacht tegen de Ottomaanse onderdrukkers. Sultan Abdal is onder andere beïnvloed door Sah Ismael (schrijversnaam Hatayi). Op politiek gebied werd hij gesteund door Kul Himmet, die hij op zijn beurt op literair en religieus gebied beïnvloedde. De gedichten van Sultan Abdal zijn behalve in Turkije ook bekend op de Balkan. Ze werden aanvankelijk van mond tot mond overgeleverd, maar later zijn ze met de hand in diverse boeken opgetekend.
Uiteindelijk is Sultan Abdal vanwege zijn religieuze denkbeelden en politiek activisme opgehangen door de Ottomanen. Onder het bewind van de Ottomaanse Hizir Pasha werd hij veroordeeld tot de strop, omdat zijn activiteiten indruisten tegen het regime van Hizir Pasha. Hizir Pasha was zelf ook een aleviet. Daarnaast was hij een zeer trouwe volgeling en leerling van Pir Sultan. Hij heeft later zijn meester verraden.

## Werk
Het werk van Sultan Abdal is te typeren als volksliteratuur, zijn gedichten sluiten nauw aan bij de gevoelens en de ervaringen van de gewone man – ook als ze over liefde, mystieke ervaringen en het geloof gaan – en zijn in de volkstaal geschreven. Liefde is volgens Sultan Abdal de vertolking van God in de mystiek. Ali ibn Abi Talib, bekend als Imam Ali, de schoonzoon en neef van profeet Mohammed, beschouwde hij niet alleen als het perfecte voorbeeld van een moslim, maar hij zag hem ook als de verpersoonlijking van moed en rechtschapenheid en als de bestrijder van het onrecht in de wereld.
De gedichten gaan daarom vaak om de ‘universele waarheid’ van ‘de mens’. Omdat het gebied waar hij leefde ver was van de plaatsen waar de ‘hoge literatuur’ werd bedreven (de zogenaamde medressen), heeft hij geen invloed daarvan ondergaan. Het is waarschijnlijk dat anderen, aanhangers, geestverwanten en familie, veel van de gedichten hebben geschreven en opgetekend die altijd aan Pir Sultan Abdal zelf werden toegeschreven. Zijn werk keert daarom vaak in een andere hoedanigheid terug in kunstige uitingen, maar de boodschap is altijd dezelfde.
Tot op de dag van vandaag, anno 2015, putten Alevitische muzikanten en schrijvers veel inspiratie uit het werk van Sultan Abdal. Zijn gedrevenheid van vroeger wordt door velen nog steeds gezien als leidraad in de strijd tegen het fundamentalisme dat nog steeds aanwezig is in Turkije.